# دينسمور (ساسكاتشوان)
دينسمور (بالإنجليزية: Dinsmore, Saskatchewan)‏ هي قرية تقع في كندا في ساسكاتشوان. يقدر عدد سكانها بـ 269 نسمة ومساحتها 2.59 كم2 .